# Liparetrus convexiusculus
Liparetrus convexiusculus är en skalbaggsart som beskrevs av Macleay 1883. Liparetrus convexiusculus ingår i släktet Liparetrus och familjen Melolonthidae. Inga underarter finns listade i Catalogue of Life.